# Clann Cholmáin

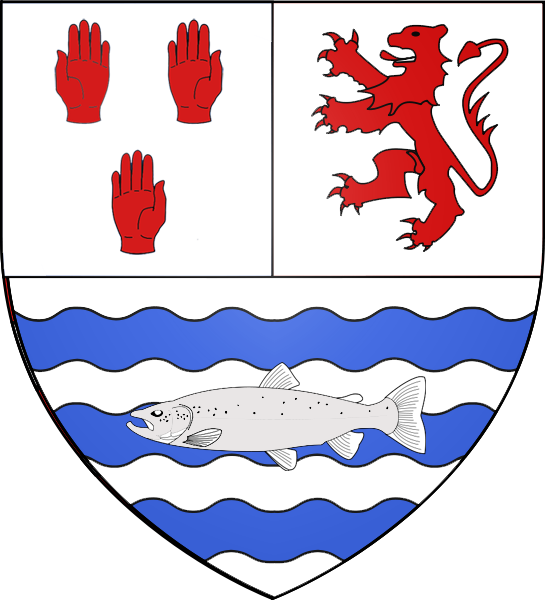
Escudo

Clann Cholmáin Es la dinastía descendiente de Colmán Mór (Colmán Már mac Diarmato), hijo de Diarmait mac Cerbaill. Parte de los Uí Néill del sur — fueron reyes de Mide (Meath)- trazan su descendencia de Niall Noígiallach y su hijo Conall Cremthainne.
Dinastías relacionadas a través de Conall Cremthainne y Diarmait mac Cerbaill incluyen a los Síl nÁedo Sláine, reyes de Brega, descendientes del hermano menor de Colmán Már, Áed Sláine, y los menos importantes Clann Cholmáin Bicc (o Caílle Follamain), descendientes del hermano mediano, Colmán Bec. Los Reyes de Uisnech, entre otros, pertenecieron a Clann Cholmáin.
Reyes importantes de Clann Cholmáin incluyen:
- Domnall Midi (Muerto 763)
- Donnchad Midi mac Domnaill (Muerto 797)
- Máel Sechnaill mac Máele Ruanaid (Muerto 862)
- Flann Sinna (Muerto 916)
- Máel Sechnaill mac Domnaill (Muerto 1022)